# Nazmi Kavasoğlu
Nazmi Kavasoğlu (* 1945 in Istanbul) ist ein deutsch-türkischer Schriftsteller und Publizist.

## Leben
Er erhielt eine Ausbildung zum Lehrer in der Türkei. Nach zwei Jahren Schuldienst wechselte er ins Theaterfach, wo er als Volksschauspieler und Dramaturg tätig war. Er lebt seit 1970 in der Bundesrepublik Deutschland, hier war er zunächst als Monteur beschäftigt; dann als Dolmetscher und Volkshochschullehrer. Später gründete Kavasoğlu die Zeitschrift Merhaba, die er auch leitete, bis sie ihr Erscheinen einstellte. Daneben veröffentlichte er zweisprachige Bücher. Für einen Teil seiner Erzählungen in dem Kinderbuch Mein Großvater heißt Mustafa erhielt er 1984 den Konrad-Adenauer-Preis und war zu diesem Zeitpunkt der erste Ausländer, dem diese Ehre zuteilwurde.
2005 scheiterte seine Bewerbung um den Posten des Migrationsbeauftragten der Bundesregierung.
2007 kündigte der türkischstämmige Nazmi Kavasoğlu, der für seine Bemühungen im Integrationsbereich mit dem Bundesverdienstkreuz am Bande ausgezeichnet wurde, die Gründung eines „Zentralverbandes der rechtsstaatlich denkenden Türken“ an, der im Gegensatz zu vielen anderen Migrantenverbänden weder hauptsächlich über nationale noch religiöse Identität definieren will.

## Auszeichnungen
- 1984: Konrad-Adenauer-Preis für Stadtjournalismus und Erzählungen
- 2002: Bundesverdienstkreuz am Bande